# Tambour royal
 (juin 2017).
Le Tambour royal était un théâtre parisien situé rue du Faubourg-du-Temple (passage Piver) dans le 11e arrondissement. Depuis 2011, le même lieu abrite le Théâtre de Belleville.
Créé sous le nom de Concert du Commerce (en 1850), c'est l'un des plus anciens théâtres de Paris. Maurice Chevalier y entama sa carrière en 1902. Fermé en 1924, il est racheté par la comédienne Marthe Michel en 1987 avant de rouvrir en 1988 après restauration sous le nom de théâtre du Tambour royal. Pourvu d'une centaine de places et dirigé par Marthe Michel, il proposait une programmation essentiellement musicale.
Il ne doit pas être confondu avec la salle de spectacles en activité de 1828 à 1962 quelques centaines de mètres plus haut, cour Lesage.